# Белогорлая ласточка
Белогорлая ласточка (лат. Hirundo albigularis) — вид воробьиных птиц из семейства ласточковых (Hirundinidae). Вид распространён в южной Африке. Вид был впервые научно описан в 1849 году английским орнитологом Хью Эдвином Стриклендом.

## Описание
Длина тела составляет 14-17 см. У неё блестящие тёмно-синие надкрылья и ярко-каштановая голова. Тёмно-сине-чёрная полоса на груди отделяет белое горло от серовато-белого подхвостья и подкрыльев. Верхние крылья, маховые перья и вильчатый хвост черновато-синие, но подхвостье имеет белые пятна у кончиков перьев. Белое горло и черноватая полоса на груди являются отличительными признаками от похожих видов рода Hirundo. Внешние перья у самца немного длиннее, чем у самки. Молодые особи более тусклые, чем взрослые, с более короткими внешними хвостовыми перьями и более коричневой головой. Голос представляет собой смесь щебетания и пения.

## Распространение и среда обитания
Вид распространён на юге Африки от Анголы и Замбии на юг до Капской провинции в Южной Африке. В основном мигрирует, зимуя в Анголе, Замбии и южном Заире. Обитает на открытой местности, предпочитает возвышенности и близлежащие водоёмы. Её часто можно встретить вблизи искусственных сооружений.

## Поведение
Питается в основном насекомыми, которых ловит в полёте, как и деревенская ласточка.
Белогорлая ласточка строит чашеобразное гнездо из грязи с мягкой подстилкой из травы или шерсти. Обычно оно находится рядом с водой или над водой и строится на скалах или на искусственном сооружении, таком как здание, стена плотины или мост. Гнездо может быть использовано повторно для последующих выводков или в последующие годы. Самки откладывают в среднем 3 яйца белого цвета с коричневыми и синими пятнами. До вылупления птенцов самка насиживает их в течение 15-16 дней. Затем оба родителя кормят птенцов ещё 20-21 день, но молодые птицы возвращаются в гнездо на несколько дней после первого полёта. Птенцы могут преодолевать небольшое расстояние до безопасного места, если выпадут из гнезда.